# إدنا ميرفي
إدنا ميرفي (بالإنجليزية: Edna Murphy)‏ هي عارضة وممثلة أمريكية، ولدت في 17 نوفمبر 1899 بنيويورك في الولايات المتحدة، وتوفيت في 3 أغسطس 1974 في الولايات المتحدة.

## وصلات خارجية
- إدنا ميرفي على موقع IMDb (الإنجليزية)
- إدنا ميرفي على موقع أول موفي (الإنجليزية)
- إدنا ميرفي على موقع قاعدة بيانات الأفلام السويدية (السويدية)
- إدنا ميرفي على موقع ديسكوغز (الإنجليزية)
- إدنا ميرفي على موقع قاعدة بيانات الفيلم (الإنجليزية)
- إدنا ميرفي على موقع كينوبويسك (الروسية)